# Ганс-Бото Баде
Ганс-Бото Баде (нім. Hans-Botho Bade; 15 листопада 1909, Гамбург — 14 грудня 1942, Атлантичний океан) — німецький офіцер-підводник, лейтенант-цур-зее резерву крігсмаріне.

## Біографія
До Другої світової війни був капітаном торгового флоту. 19 жовтня 1939 року вступив в крігсмаріне. З 4 грудня 1939 по 14 січня 1940 року навчався в штурманському училищі в Готенгафені, після чого служив на мінному тральщику M9 з 2-ї флотилії. З 29 квітня по 10 травня 1940 року пройшов курс підводника. З 10 травня по 6 жовтня 1940 року служив на підводному човні U-18. З 2 листопада 1940 по 31 січня 1941 року — 1-й вахтовий офіцер на U-69. З 2 лютого по 29 березня 1942 року пройшов курс торпедного офіцера, з 30 березня по 19 квітня — курс позиціонування (радіовимірювання), з 20 квітня по 18 травня — курс командира човна. З 11 червня 1942 року — командир U-626. 8 грудня 1942 року вийшов у свій перший і останній похід. 14 грудня U-626 і всі 47 членів екіпажу зникли безвісти в Північній Атлантиці південніше Ісландії.

## Звання
- Рекрут (19 жовтня 1939)
- Штурмансмат резерву (1 січня 1940)
- Кандидат в офіцери резерву (1 жовтня 1940)
- Штурман резерву (1 січня 1941)
- Лейтенант-цур-зее резерву (1 липня 1941)

## Нагороди
- Залізний хрест
  - 2-го класу (28 травня 1940)
  - 1-го класу (липень 1941)
- Нагрудний знак підводника (12 квітня 1941)
- Нагрудний знак мінних тральщиків (10 червня 1942)